# Château de la Lande (Rocles)
Pour les articles homonymes, voir Château de la Lande.
Le château de la Lande est situé à Rocles dans le département de l'Allier en France. Il se trouve à environ 5 kilomètres au nord-est du bourg, près du hameau de Virlogeux et non loin de la limite avec la commune de Tronget.
Il fait l’objet d’une inscription au titre des monuments historiques depuis le 3 décembre 2001.

## Historique
À la fin du Moyen Âge et au XVIe siècle, La Lande appartenait à la famille de La Souche. Jeanne (ou Anne) de La Souche l'apporta par mariage en 1538 à Jacques d'Aubigny.
Au milieu du XVIIe siècle, le château appartenait à la famille de Dreüille, qui possédait aussi le château de Franchesse, dans la même paroisse de Rocles. Il passa par mariage au XVIIIe siècle à la famille de Lichy, qui le garda pendant plus de deux siècles.
Pour certains auteurs, le château de la Lande aurait été une ancienne commanderie...

## Architecture
Le château, situé dans un parc, est entouré de douves aujourd'hui asséchées. Son élément principal est un grand donjon quadrangulaire couvert d'un toit à quatre pans en ardoise, qui date du XIIIe siècle. Au sommet du donjon, qui comporte quatre niveaux, juste sous la toiture, des hourds de bois posés en encorbellement sur des corbeaux de pierre et percés de mâchicoulis permettaient de défendre le pied de la tour. Une tour circulaire, plus haute que le niveau des hourds et coiffée d'un toit conique, est engagée dans la façade septentrionale, tandis que sur la façade opposée est accolée une tour rectangulaire, également couronnée de hourds avec mâchicoulis.
Au XIXe siècle, la famille de Lichy a édifié un pavillon à deux niveaux qui s'appuie sur le côté est du donjon, ainsi qu'une chapelle de style néogothique au nord.

## Sources
- René Germain (dir.), Dominique Laurent, Maurice Piboule, Annie Regond et Michel Thévenet, Châteaux, fiefs, mottes, maisons fortes et manoirs en Bourbonnais, Éd. de Borée, 2004, 684 p. (ISBN 2-84494-199-0), p. 148-149.